# Norma Merrick Sklarek
Norma Merrick Sklarek (Harlem, Nova York, 15 d'abril de 1926 - Pacific Palisades, Califòrnia, 6 de febrer de 2012) va ser una arquitecta afroamericana que va obtenir assoliments per a les dones negres en l'arquitectura.

## Biografia
Els seus pares eren trinitaris; el seu pare era metge i la seva mare modista. Va assistir al Hunter College High School, va continuar els estudis al Barnard College, i al 1950 va obtenir el títol d'arquitecta a la Facultat d'Arquitectura de la Universitat de Colúmbia, essent una de les dues dones de la seva classe que es va graduar. Merrick va ser una de les primeres dones negres a obtenir llicència d'arquitecta als Estats Units, i la primera a tenir una llicència en els estats de Nova York (1954) i Califòrnia (1962).
Després d'obtenir el títol, Merrick no va poder trobar feina com a arquitectura, per la qual cosa va incorporar-se en una ocupació al Departament d'Obres Públiques de Nova York. A partir de 1955, va treballar durant cinc anys en el Skidmore, Owings & Merrill. El 1960 es va traslladar a Califòrnia i va passar a treballar per a Gruen and Associates a Los Angeles, on va romandre durant dues dècades i on el 1966 es va convertir en la primera afroamericana directora d'arquitectura de l'empresa.
El 1967 es va casar amb Merrick Rolf Sklarek, un arquitecte de Gruen and Associates, a partir de llavors va fer servir com a nom professional el de Norma Merrick Sklarek. Havia tingut un matrimoni anterior amb un home anomenat Ransom; i després de la mort de Sklarek es va casar per tercera vegada, amb Cornelio Welch, un metge. Va tenir dos fills.
Sklarek es va convertir en la primera dona negra a ser escollida membre de l'Institut Americà d'Arquitectes (AIA), el 1980. El 1985 es va convertir en la primera arquitecta afroamericana a fundar el seu propi estudi d'arquitectura: Siegel-Sklarek-Diamond, que arribà a ser el més gran estudi d'arquitectura propietat de dones als Estats Units i que comptava també amb la majoria de personal femení.
Entre els dissenys de Sklarek hi ha el San Bernardino City Hall a San Bernardino, Califòrnia; el Fox Plaza, a San Francisco; i l'Ambaixada dels Estats Units a Tòquio, Japó.
Després de la seva jubilació, va ser nomenada pel governador per formar part de la Junta d'Arquitectes de Califòrnia. També va exercir durant uns quants anys com a presidenta del Consell Nacional d'Ètica de la AIA. Va morir el 6 de febrer de 2012, a Pacific Palisades, Califòrnia. Un expresident de la AIA, va dir-ne: «Era capaç de fer qualsevol cosa. Va ser una arquitecta completa».

## Premis i reconeixements
- En el seu honor, la Universitat de Howard ofereix la Beca d'arquitectura Norma Merrick Sklarek.
- Sklarek és membre honorària de Delta Sigma Theta germanor.
- Premi Millor Model de Negoci, per la Association of Black Women Entrepreneurs (1987)
- Resolució de la Legislatura de l'Estat de Califòrnia en el seu honor (2007).